# Шкала Кардашёва
Шкала Кардашёва — метод измерения технологического развития цивилизации, основанный на количестве энергии, которое цивилизация может использовать для своих нужд; был предложен советским радиоастрономом Николаем Кардашёвым в работе «Передача информации внеземными цивилизациями», опубликованной в «Астрономическом журнале» СССР в 1964 году.

Три схематических изображения: Земля, Солнечная система и Млечный путь. Потребление энергии оценивается в трёх типах цивилизаций, определённых по шкале Кардашёва

Шкала определяет три категории, называемых соответственно тип I, II и III: цивилизация I типа использует все доступные энергетические ресурсы, имеющиеся на своей родной планете; цивилизация II типа использует всю энергию своей звезды; III типа — своей галактики.
Шкала является гипотетической и, с точки зрения современной науки, крайне спекулятивной. Вместе с тем, она отражает энергопотребление цивилизации в космической перспективе. Шкала использовалась для поиска астрономами цивилизаций в соседних галактиках.
Предложены также расширения шкалы до ещё более гипотетических цивилизаций типа IV, способных использовать ресурсы целой вселенной, и типа V, управляющих произвольным множеством вселенных (мультиверсумом). Также было предложено дополнить количественный критерий энергопотребления такими качественными показателями, как, например, «владение в совершенстве» планетой, системой или галактикой (достижение полного контроля над происходящими в них процессами), либо же (дополнение классификации Карлом Саганом) рассматривать помимо количества утилизируемой энергии количество контролируемой цивилизацией информации.

## Описание типов

### Тип 1
Цивилизация, энергопотребление которой сравнимо с мощностью, получаемой планетой от центральной звезды и энергетических источников самой планеты. Для Земли полная энергия, получаемая от Солнца, составляет 1,74·1017 Вт. Обычно в качестве оценки энергопотребления для цивилизации типа I берётся диапазон 1016—1017 Вт. (В оригинальной статье Кардашёва для цивилизации типа I был предложен значительно меньший уровень, равный текущему потреблению энергии человечеством и составлявший на тот момент ≈4·1019 эрг/с = 4·1012 Вт.)

### Тип 2
Цивилизация, энергопотребление которой сравнимо с мощностью (светимостью) центральной звезды планетной системы. Для Солнца оценка энергопотребления составляет L⊙ = 3,828·1026 Вт. Одна из гипотетических форм цивилизации второго типа — цивилизация, построившая сферу Дайсона вокруг своей звезды (также возможно строительство других астроинженерных сооружений). Другой вариант — цивилизация освоившая несколько планетных систем вокруг своей родной планетной системы.

### Тип 3
Цивилизация, энергопотребление которой сравнимо с мощностью галактики. Оценка светимости для нашей галактики Млечный Путь составляет 2·1010 солнечных светимостей или примерно 8·1036 Вт (в оригинале у Кардашёва 4·1037 Вт).

### Не входящий в теорию тип 4
Цивилизация, энергопотребление которой сравнимо с мощностью всей вселенной. Оценка энергопотребления — 1049—1050 Вт.

## Текущее состояние человеческой цивилизации

Рост общего энергопотребления человечеством

Человеческая цивилизация в настоящее время ещё не достигла типа I, так как способна использовать только часть энергии, которая имеется на Земле. Текущее состояние человеческой цивилизации, таким образом, можно назвать типом 0. Оригинальная версия шкалы Кардашёва не предусматривала промежуточных значений, однако Карл Саган предложил интерполяцией и экстраполяцией расширить применимость шкалы, превратив её из ранговой в абсолютную.
Саган использовал следующую формулу :
{\displaystyle K={\frac {\lg _{}{P}-6}{10}},}
где К — рейтинг цивилизации, P — её энергопотребление в ваттах.
По состоянию на 2010 год значение по шкале Кардашёва, рассчитанное по формуле Сагана, составляет примерно 0,72. Это значение соответствует тому, что человечество использует около 0,16 % от общего объёма энергетического бюджета планеты (1016 Вт).
| Год            | Производство энергии | Производство энергии | Производство энергии           | Значение по шкале Кардашёва |
| Год            | эксаджоулей/год      | P, ТВт               | тонн нефтяного эквивалента/год | Значение по шкале Кардашёва |
| -------------- | -------------------- | -------------------- | ------------------------------ | --------------------------- |
| 1900           | 21                   | 0,67                 | 500 000 000                    | 0,58                        |
| 1970           | 190                  | 6,0                  | 4 500 000 000                  | 0,67                        |
| 1985           | 290                  | 9,2                  | 6 900 000 000                  | 0,69                        |
| 1995           | 360                  | 12                   | 8 700 000 000                  | 0,70                        |
| 2000           | 420                  | 13                   | 10 000 000 000                 | 0,71                        |
| 2010           | 510                  | 16                   | 12 100 000 000                 | 0,72                        |
| 2030 (прогноз) | 680                  | 22                   | 16 300 000 000                 | 0,73                        |

Более детальные сведения о текущем энергопотреблении человечества можно найти в статье «Мировое потребление энергии».

## Шкала Каутца
Переработанная шкала, включающая новые типы, предложенная писателем-фантастом Хельге Каутцем:
- Цивилизация 0 типа. Цивилизации 0 типа являются пред-индустриальными или, в лучшем случае, цивилизациями на первом этапе космической экспансии. Данный тип использует большую часть доступных энергетических ресурсов планеты. Наиболее близким аналогом будет человечество в начале XXI века. Возможно, многие цивилизации этого типа самоуничтожаются в процессе перехода на новый уровень развития.
- Цивилизация I типа. Планетарная цивилизация использует ресурсы своей планеты полностью. Планеты её звёздной системы колонизируются, становясь частью ресурсной базы. Очень часто данный этап становится для цивилизации ловушкой. Она входит в состояние самодостаточности, направляя ресурсы на виртуальное развитие, вместо дальнейшей экспансии. Многие цивилизации данного типа прекращают своё существование вследствие катастрофических изменений родной звезды — например, превращения её в новую или сверхновую звезду.
- Цивилизация II типа. Такие цивилизации очень редки. Как правило, они существуют уже минимум несколько тысяч лет. Они используют всю доступную энергию их звёздной системы и уже смогли осуществить межзвёздные путешествия и колонизацию планет в других звёздных системах. Цивилизации II типа пережили свою юность, преодолели неспокойное время. В этой точке резко возрастают шансы продолжить своё развитие.
- Цивилизация III типа. Определяется как цивилизация, которая способна использовать энергию всей галактики. Такие цивилизации существуют минимум несколько миллионов лет. Они редко встречаются даже на вселенском масштабе. Даже по чрезмерно либеральной оценке их число во всех известных галактических кластерах не будет превышать сотни. Этот уровень практически считается недостижимым для одного разумного вида. Чтобы достичь такого уровня развития, требуется объединение в единое целое многих видов разумных существ. Пример — Галактическая Империя (или Республика) из «Звёздных войн».
- Цивилизация IV типа. Данный тип цивилизации может использовать весь объём доступной энергии галактических сверхскоплений.
- Цивилизация V типа. Цивилизация, получившая доступ ко всей доступной энергии Вселенной.
  - Цивилизация Vb типа. Такая цивилизация будет способна изменять некоторые аспекты физики Вселенной.
- Цивилизация VI типа. В настоящее время пока полностью гипотетическая цивилизация, которая может использовать энергию нескольких вселенных, изменять их физику и даже предотвратить тепловую смерть родной вселенной, чтобы существовать вечно[источник не указан 3825 дней].

## Критика
Утверждалось, что, поскольку мы не можем понять развитые цивилизации, то мы и не можем предсказать их поведение. Таким образом шкала Кардашёва, возможно, не будет отражать то, что реально происходит с передовой цивилизацией. Этот аргумент был, в частности, представлен в книге об астробиологии «Evolving the Alien: The Science of Extraterrestrial Life» за авторством учёного-биолога Джека Коэна и математика Иэна Стюарта.
Также шкала Кардашёва, связывая уровень цивилизации с энергией, которую она способна использовать, де-факто является общим количественным макроэкономическим показателем цивилизации, не учитывающим качественный (в частности, технологический) уровень развития цивилизации. Например, возможен казус, когда цивилизация по количественному объему энергопотребления будет попадать в тип I или II, но при этом качественно соответствовать типу III.
Венгерский футуролог Золтан Галантаи предложил альтернативную шкалу, основанную не на энергопотреблении, а на способности цивилизациий (ранжированных от типа I до V). 

## Интересный факт
В юбилейном издании «Наука и техника СССР в 1917—1987. Хроника» классификация Кардашёва указана как одно из важнейших достижений советской науки в 1964 году.